# ابو فارس عبدالله
ابو فارس عبدالله (انگلیسی: Abu Faris Abdallah؛ ۱۵۶۴ – ۱۶۰۸) سلطان سعدیان مراکش از سال ۱۶۰۳ تا ۱۶۰۸ بود.
وی و برادرش زیدان الناصر بن احمد پس از مرگ پدرشان احمد المنصور به جنگ با یکدیگر پرداختند و دو خلافت در دو قسمت مراکش ایجاد کردند. ابو فارس شهر فاس را مقر حکومت خود قرار داد. 